# Sœurs de Saint François de Rochester
Les Sœurs de Saint François de Rochester ou Franciscaines de la congrégation de Notre Dame de Lourdes sont une congrégation religieuse féminine enseignante, hospitalière et sociale de droit pontifical.

## Historique
En 1877, sœur Alfreda Moes (1822-1899) arrive à Rochester avec sa sœur, Sœur Barbara Moes, et vingt-trois autres franciscaines de Marie Immaculée de Joliet pour installer une communauté d'enseignantes.
La congrégation fonde le Saint Mary's Hospital à Rochester qui fait partie aujourd'hui de la Mayo Clinic. Le terrain est acquis par les sœurs et l'établissement est construit sous la supervision de la mère supérieure. La congrégation n'administre plus l'hôpital actuellement, mais garde des liens étroits avec lui. Les sœurs poursuivent leur travail dans le domaine de l'éducation, surtout dans des écoles paroissiales du Minnesota et des environs, ainsi que deux écoles secondaires à Owatonna et Rochester. Elles peuvent aussi intervenir dans le domaine post-secondaire;  ainsi elles fondent en 1894 le futur collège universitaire Sainte-Thérèse (College of Saint Teresa) à Winona (Minnesota).
L'institut est agrégé à l'ordre des Frères mineurs le 30 septembre 1906,et reçoit son décret de louange le 30 août 1912. En 1963, elles ouvrent leur première mission en Colombie, puis au Pérou.

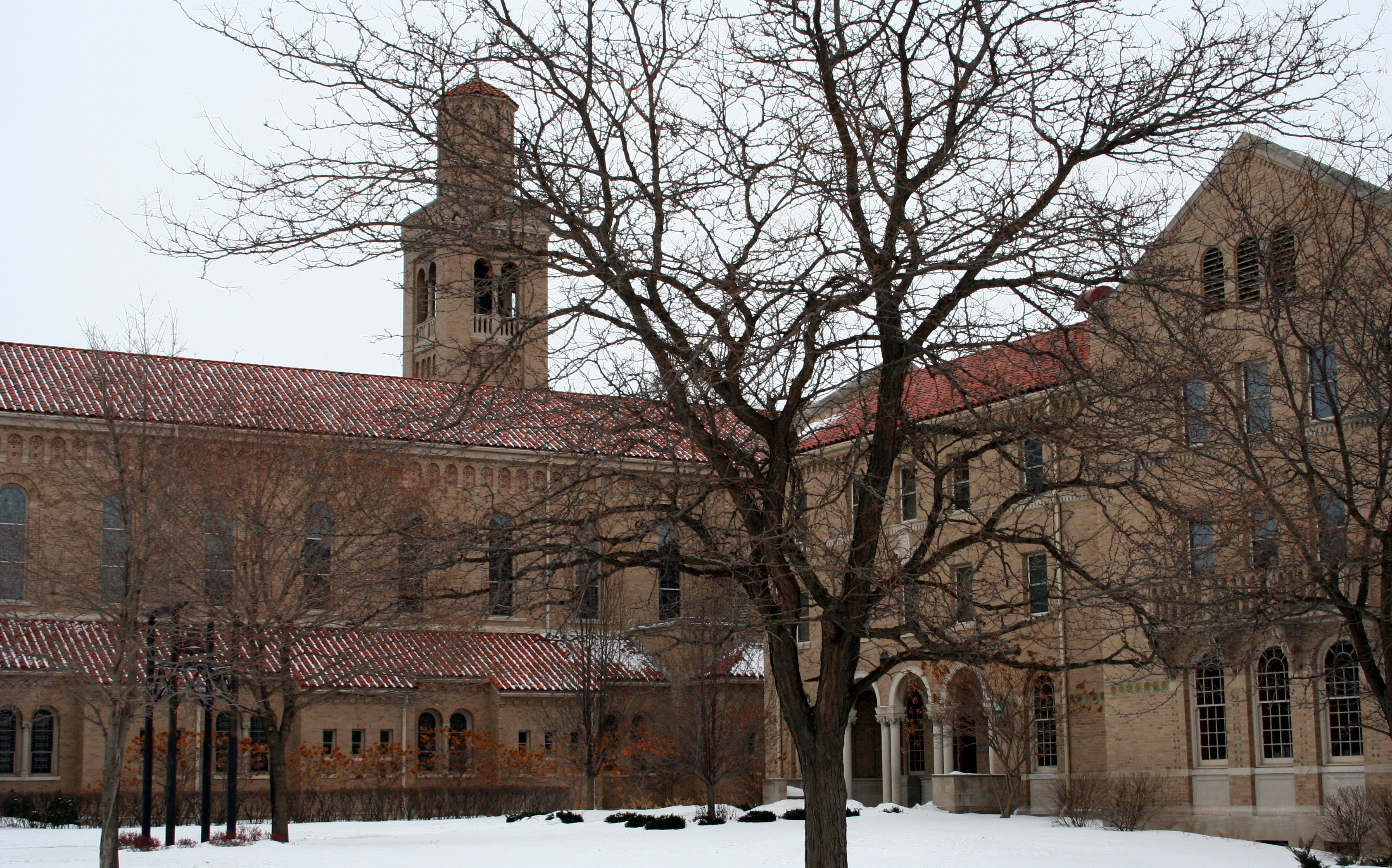
Chapelle et couvent du College of Saint Teresa de Winona (Minnesota).

## Activités et diffusion
Les sœurs se dédient dans l'enseignement, le domaine sanitaire et social. Elles s'occupent aussi d'un centre de retraites spirituelles à  Janesville dans le Minnesota.
Elles sont présentes aux États-Unis, Colombie et Cambodge.
La maison-mère est à Rochester (Minnesota)
En 2017, la congrégation comptait 213 sœurs dans 70 maisons.